# Черколоне-Чентимоло-Кукаро (Казерта)
Черколоне-Чентимоло-Кукаро је насеље у Италији у округу Казерта, региону Кампанија.
Према процени из 2011. у насељу је живело 121 становника. Насеље се налази на надморској висини од 34 м.